# Francesc Miró i Pomares
Francesc Miró i Pomares  dit aussi François Miró, né le 13 janvier 1907 à Barcelone et mort en 1998 à Taurinya est un artiste peintre et céramiste espagnol exilé en France après la Retirada après la défaite des républicains lors de la Guerre d'Espagne. Ses dessins lors de son internement dans le camp de concentration d'Argelès-sur-Mer en 1940 offre un témoignage unique de la vie des réfugiés espagnols dans les camps des Pyrénées-Orientales.

## Biographie

### Jeunesse et formation
Francesc Miró i Pomares né en 1907 à Barcelone. A la fin des années 1920, il entre dans l'école complémentaire des arts et métiers Francesc Aragó de Barcelone, devenu aujourd'hui l'Institut Caterina Albert où il suit des études d'architecte. En parallèle, il intègre le Cercle artistique de Sant Lluc. Après ses études il travaille au sein du cabinet d'architecture de Francesc Folguera.

### La Retirada
Après la défaite des républicains lors de la guerre d'Espagne, il quitte la Catalogne lors de la Retirada. Lors de son passage de la frontière au Perthus, il est arrêté et placé en détention dans le camp de Saint-Cyprien. En avril 1939 il est ensuite envoyé à celui d'Agde, puis de nouveau dans celui de Saint-Cyprien en octobre 1939,.
Il ne sort définitivement du camp de Saint-Cyprien qu'à la fin de l'année 1939 en se portant volontaire en tant qu'ouvrier agricole étranger. En 1940, il parcourt une partie du sud-ouest de la France, d'abord à Narbonne, puis dans le Tarn à Mazamet et Albi, en Lot-et-Garonne à Agen et Tonneins, ou encore à Libourne. Il illustre son voyage et ses rencontres avec d'autres réfugiés espagnols en France. Il se fixe un temps à Angers où il travaille comme dessinateur dans une entreprise, mais il doit de nouveau fuir face à l'avancée allemande en France pendant la Seconde Guerre mondiale.

### Le retour en camp d'internement
Arrêté à Agde en 1940, il est retenu au camp de concentration d'Argelès-sur-Mer à partir de juillet de la même année. Cet emprisonnement est l'occasion pour lui de témoigner via le dessin des conditions de vie difficile des camps des Pyrénées-Orientales, où les réfugiés sont pour la plupart laissés dans un dénuement quasi-total. 

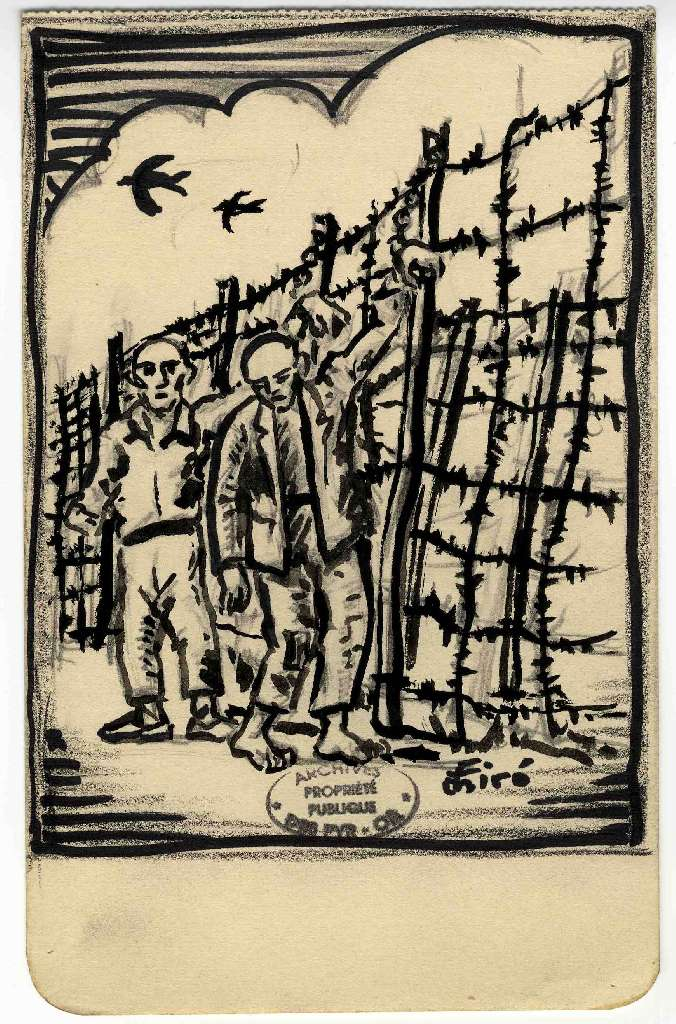
Réfugiés attachés aux barbelés du camp d'Argelès-sur-Mer en guise de punition. Encre de Chine et crayon. 16,3 x 10,5 cm

 Ses dessins de scènes de vie ordinaire souligne l'importance des réseaux de solidarité entre les différents prisonniers, les quelques moments de joie, mais surtout la grande détresse qui anime les réfugiés, souvent séparés du reste de leur famille. Ses dessins donnent à voir également le maintien à l'intérieur du camp d'une vie culturelle et sociale à travers des jeux et des concerts. 

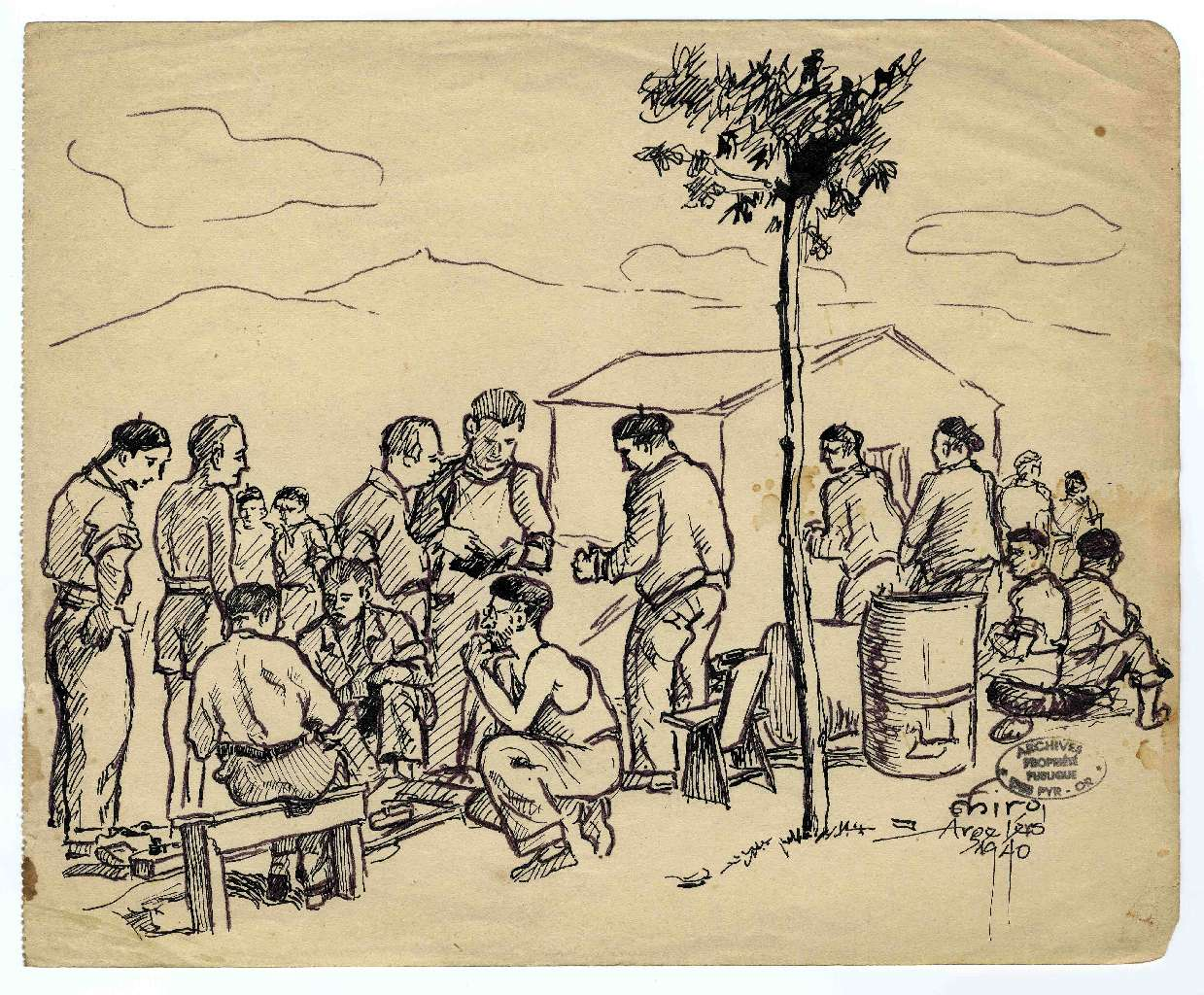
Scène de vie ordinaire dans le camp d'Argelès-sur-Mer. Encre de Chine et feutre. 20,8 x 25,7 cm

### La vie après les camps
En octobre 1940, il est finalement réquisitionné en tant que prestataire étranger au sein d'un Groupe de Travailleurs Étrangers. Il n'est que pleinement libre en juin 1941, date à laquelle il est embauché par un agriculteur de Marquixanes. S'il songe à abandonner l'art face aux difficultés, mais il est encouragé à dessiner et exposer par son ami Pablo Casals. Il commence à exposer à partir de 1943 en même temps qu'il s'établit progressivement comme céramiste dans les ateliers Sant-Vicens à Perpignan après la Libération. De 1945 à 1946, il expose ses aquarelles aux côtés du collectif des Artistes Roussillonnais Indépendants de Perpignan, puis en 1950 au sein de l'exposition sur les artistes catalans contemporains à Prades. Il ne quitte son emploi agricole qu'en 1948, date à laquelle il quitte également Marquixanes pour s'installer définitivement à Taurinya où il abandonne l'aquarelle pour la céramique. C'est à cette période qu'il francise son nom en François Miró. Il connait un certain succès dans ce domaine dans les années 1950 en exposant à Paris en 1950 puis à Londres. Fort de sa renommée, il gagne la médaille d'argent du concours de l'Académie internationale de céramique de Cannes en 1954 puis une autre en or lors de l'exposition de Bruxelles de 1958. En 1956, il est choisi par l'Académie internationale de la céramique pour représenter la France à l'UNESCO.
Néanmoins, la deuxième moitié du XXe siècle est plus compliquée, et il meurt en 1998 à Taurinya dans la pauvreté et l'oubli.

## Galerie

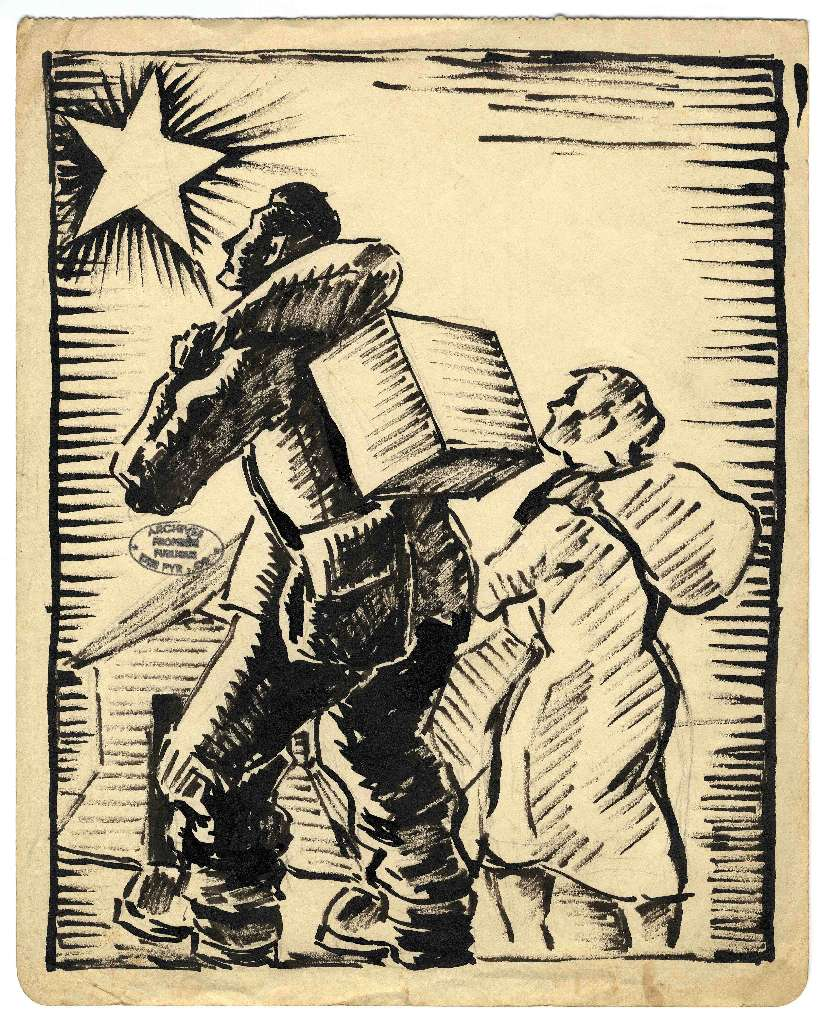
Guidés par l'étoile. Encre de Chine. 20,8 x 25,7 cm
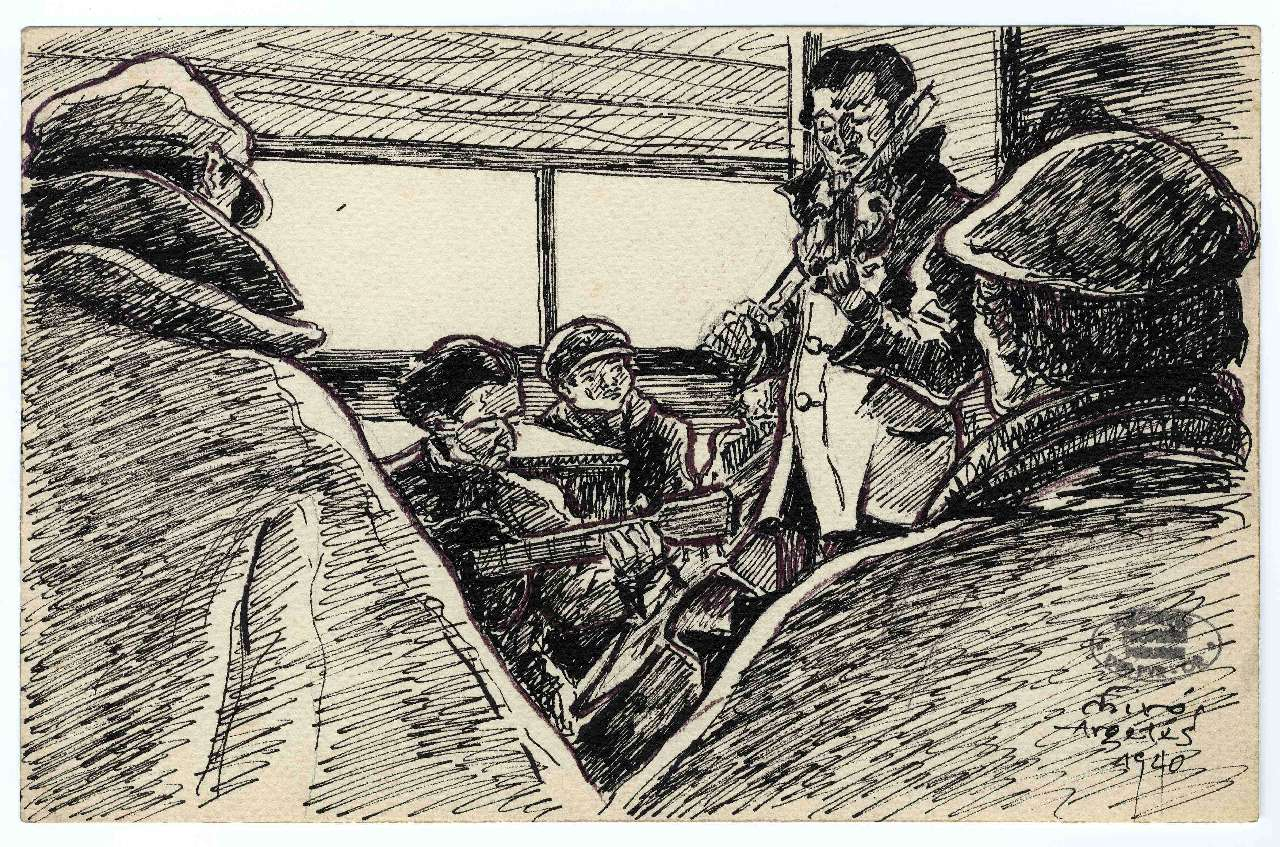
Les musiciens. Encre de Chine. 23,4 x 14,9 cm
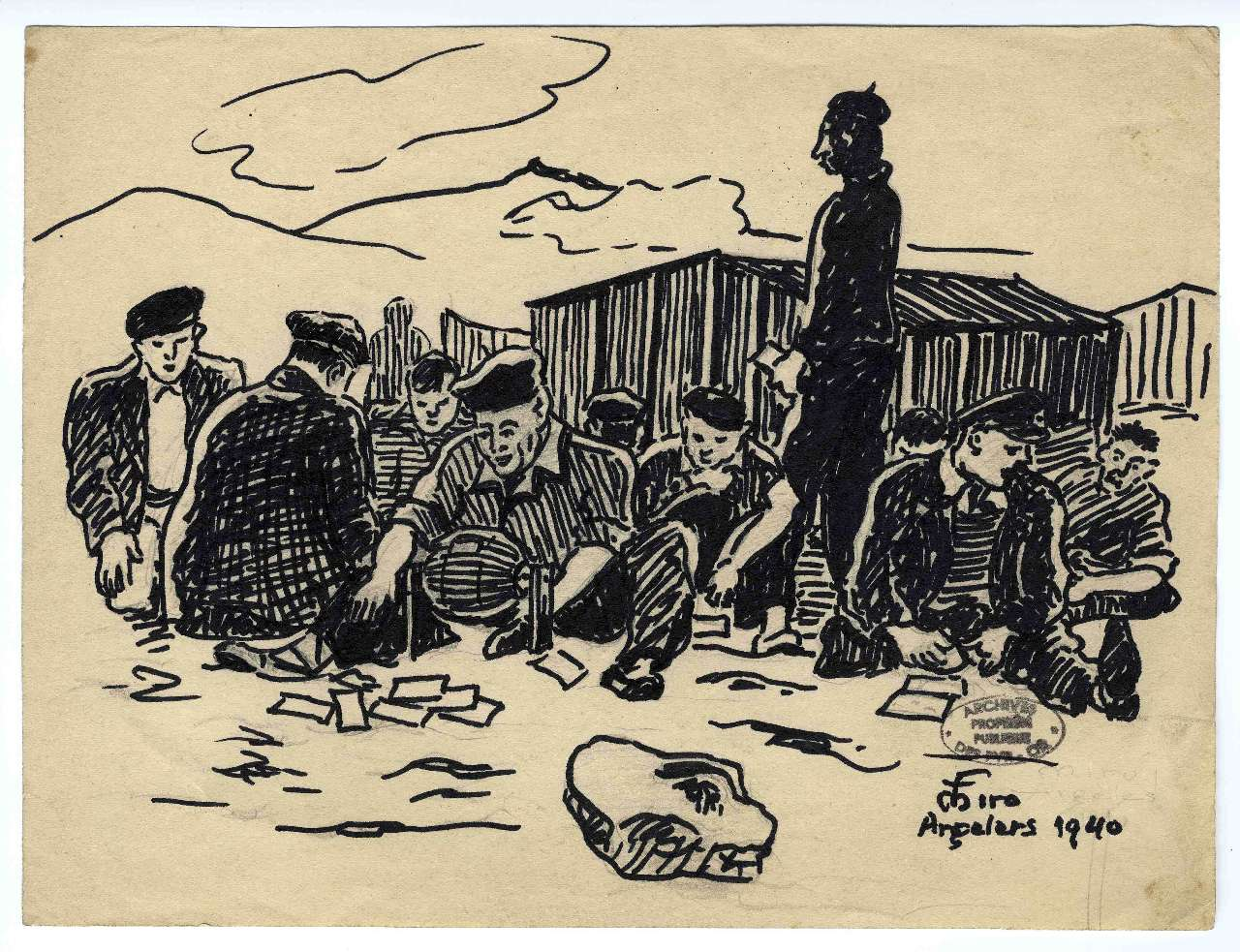
Le loto, « Argelers ». Encre de Chine. 23,9 x 17,8 cm
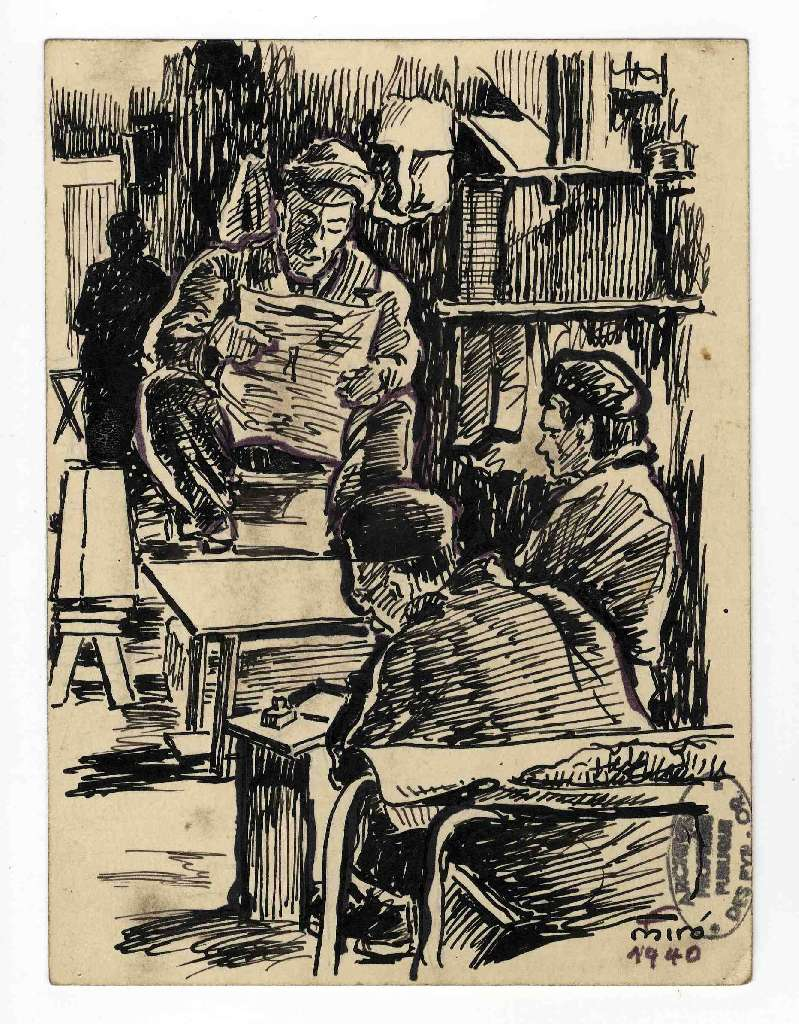
La lecture. Encre de Chine et stylo-feutre. 14 x 10,5 cm
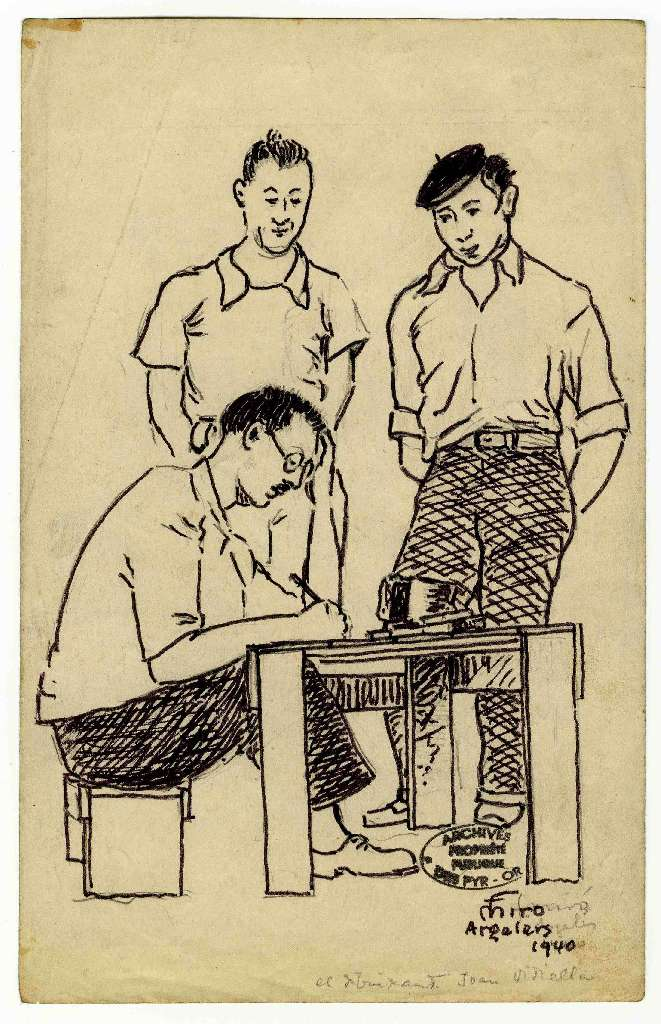
« El dibuixant Joan Viviella » (le dessinateur Joan Viviella). Feutre et crayon. 20,7 x 13,3 cm
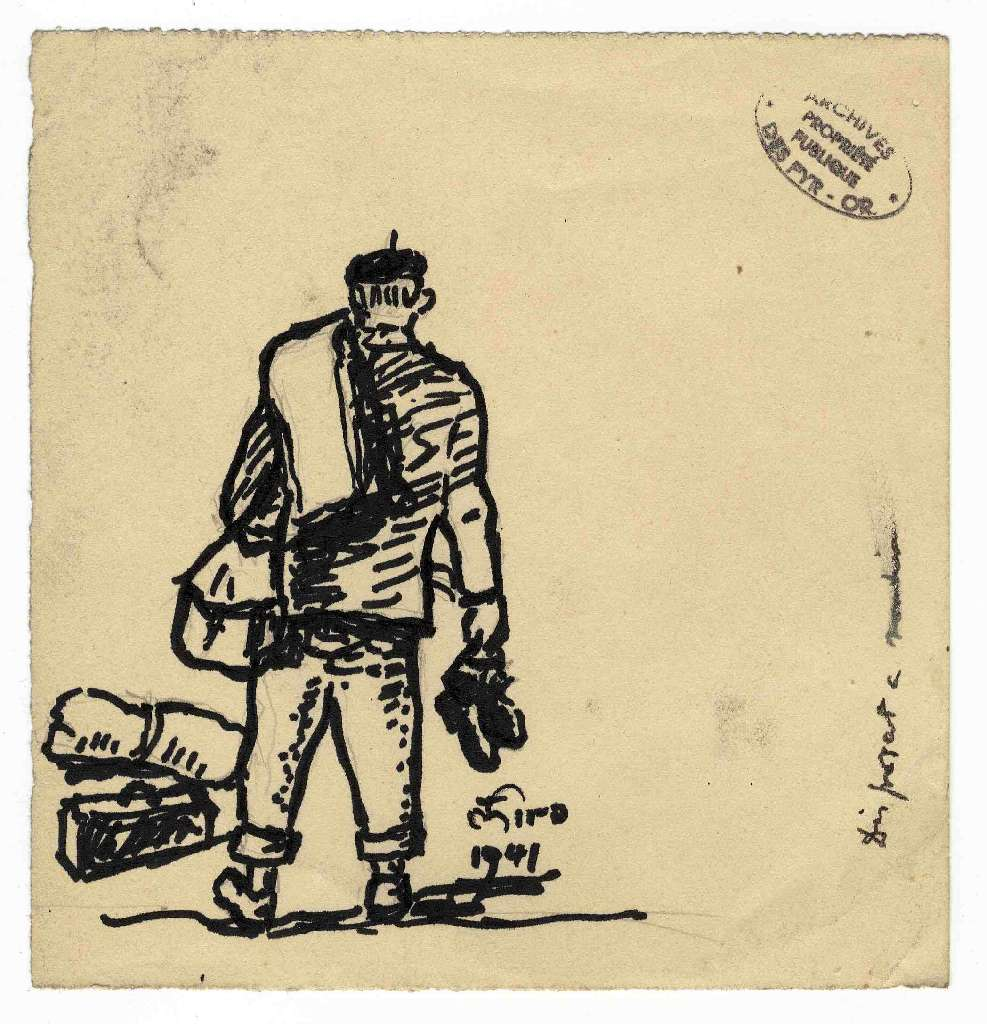
« Disposat a sortir » (prêt à sortir). Encre de Chine. 12,9 x 12,4 cm
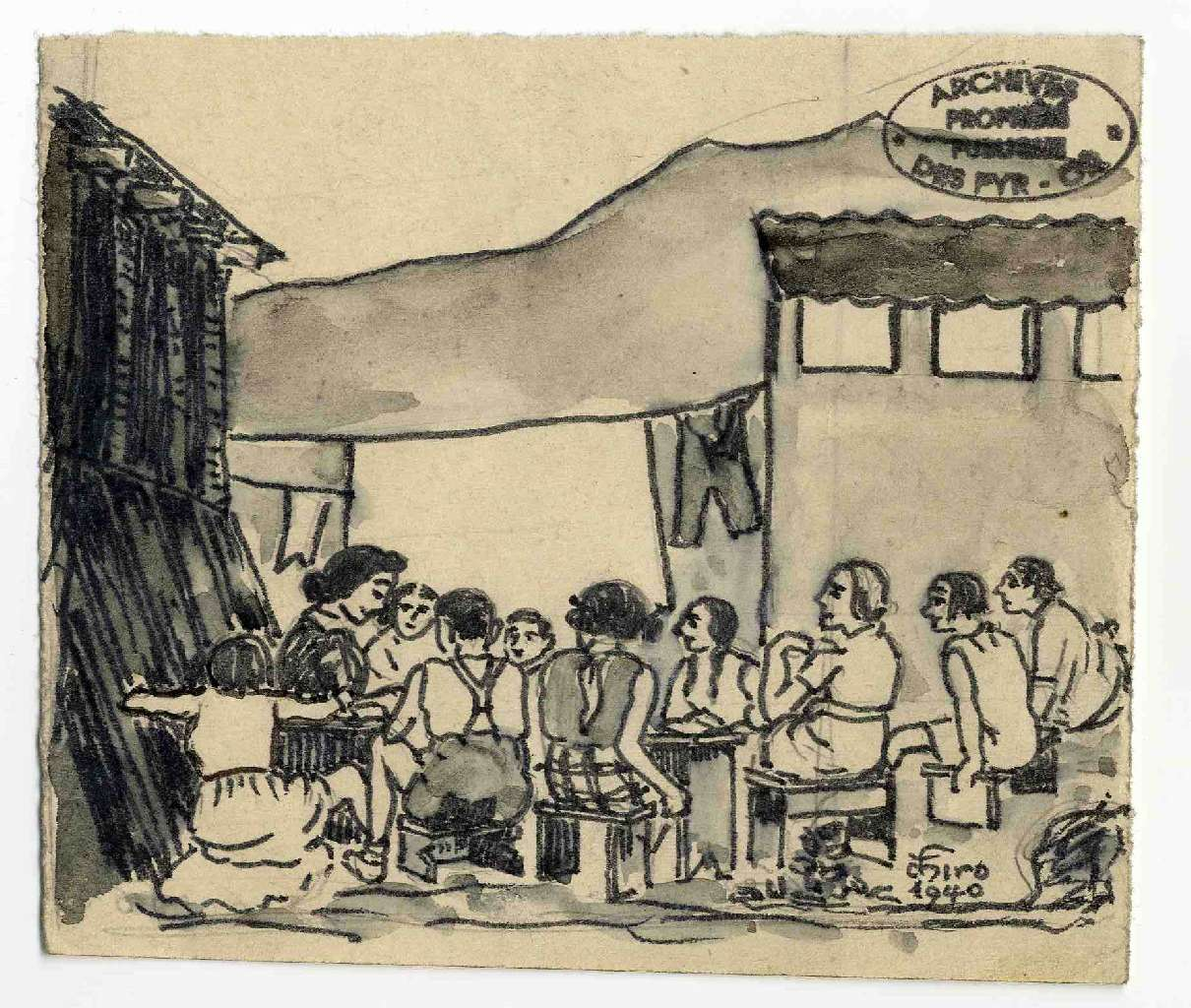
Classe en plein air. Feutre et aquarelle. 10,7 x 9,2 cm